# Doom (film)
Pour les articles homonymes, voir Doom (homonymie).
Pour plus de détails, voir Fiche technique et Distribution.
Doom est un film de science-fiction horrifique tchéco-anglo-germano-américain d'Andrzej Bartkowiak, sorti en 2005.
Il s’agit de la première tentative d'adaptation de la série de jeux vidéo Doom, qui sera suivie en 2019 par Doom: Annihilation.

## Synopsis
En 2026, on découvre dans le désert du Nevada un portail de téléportation menant à une ville antique sur la planète Mars. Vingt ans plus tard, en 2046, les installations martiennes de recherche de l'Union Aerospace Corporation (UAC) sont attaquées par un assaillant inconnu. À la suite d'un appel de détresse envoyé de Mars par le docteur Carmack, un groupe de Marines dirigé par le sergent-artilleur Asher « Sarge » Mahonin est envoyé en mission de sauvetage, l'escouade utilisant le portail de téléportation de la base du Nevada pour se rendre là-bas.
Arrivés sur Mars, ils sont accueils par Marcus « Pinky » Pinzerowsky qui leur explique la situation, leur indiquant que les niveaux inférieurs de la base martienne ont été mis en quarantaine à cause d’une menace inconnue, celle-ci ayant tué des membres du personnel ; les personnels survivants attendent dans les étages supérieurs. Le sergent John « Reaper » Grimm accompagne alors sa sœur, le docteur Samantha « Sam » Grimm, jusqu'à l'un des laboratoires du secteur dévasté pour récupérer des données. Ils apprennent que le site de fouille où leurs parents avaient été tués par accident a été rouvert et que d'anciens squelettes d'une race humanoïde génétiquement améliorée y ont été découverts.
Alors qu’ils recherchent des survivants dans l'installation, les Marines découvrent le docteur Carmack blessé au cou et traumatisé ; ils l’escortent vers le laboratoire médical pour le soigner, mais il disparaît par la suite. Au laboratoire de génétique, les Marines ouvrent le feu sur une créature inconnue. La poursuivant, ils arrivent dans les égouts de l’installation mais se font attaquer par la créature, celle-ci tuant le caporal Eric « Goat » Fantom. Le cadavre de la créature est ramené au laboratoire médical pour examen. Après une autopsie de la créature, Sam découvre que ses organes sont humains. Peu après, elle et le sergent Gregory « Duke » Schofield sont témoins de la résurrection de Goat, mais celui-ci se suicide ensuite en se fracassant la tête contre une fenêtre renforcée. Plus tard, les deux sont attaqués par une autre créature et parviennent à la piéger, réalisant qu'il s'agit du docteur Carmack, celui-ci ayant muté.
L’équipe traque alors plusieurs de ces créatures, avec un succès mitigé, la mission entraînant la mort du soldat première classe Katsuhiko « Mac » Takahashi, du sergent Gannon « Destroyer » Roark et du caporal Dean Portman. Sarge, en colère, détruit le docteur Carmack muté.
Sam, Reaper et Sarge apprennent ensuite que l'UAC a fait des expériences sur l'homme avec le chromosome martien (C24, celui-ci contenant 24 paires de chromosomes) récolté sur les restes des anciens squelettes, mais les mutants ainsi produits se sont libérés et sont à l'origine d'une épidémie. Sam et Reaper tentent alors de convaincre Sarge que ces créatures sont des êtres humains de la base, mutés par le sérum C24 et que toutes les personnes infectées ne se transformeront pas complètement en créatures. Sam émet l'hypothèse que certaines des personnes exposées au chromosome martien développent des capacités surhumaines (grâce aux chromosomes en plus) tout en conservant leur humanité, tandis que d'autres ayant une prédisposition génétique aux comportements violents ou psychotiques sont plus touchées.
C'est alors que les créatures utilisent les portails de téléportation de Mars, se rendant sur la base terrienne. Les soldats retournent sur Terre par le portail. Arrivés sur Terre, les créatures massacrent et mutent la plupart des chercheurs de la base, les transformant à leur tour en créatures.
Tout ceci amène Sarge à ordonner à son équipe d'assainir l'ensemble des installations. Après le retour du soldat Mark « The Kid » Dantalian avec un Pinky effrayé, Kid informe Sarge qu'il n'a pas exécuté un groupe de survivants qu'il a trouvé et qu'il refuse d'y retourner pour le faire ; Sarge exécute Kid pour insubordination, ce qui provoque une impasse. Le groupe est ensuite attaqué par des humains infectés qui tuent Duke et s'emparent de Sarge et Pinky. Durant l'affrontement, Reaper est atteint par une balle qui a ricoché. Pour éviter qu'il se vide de son sang, Sam se résout à lui injecter le sérum C24 avant qu'il ne s'évanouisse.
Reaper reprend conscience et constate que ses blessures sont guéries et que Sam a disparu. Utilisant ses nouvelles capacités surhumaines, il se fraye un chemin à travers l’installation terrestre, combattant à cette occasion Pinky qui est devenu un monstre muté, avant de retrouver Sam inconscient et Sarge ; ce dernier, ayant été lui aussi infecté, a assassiné le groupe de survivants retrouvé auparavant par Kid. Les deux s’affrontent avec l'aide de leurs pouvoirs surhumains et Reaper arrive à prendre le dessus ; il projette Sarge dans le portail vers Mars avec une grenade, ce qui détruit Sarge et les installations de Mars. Reaper emmène ensuite sa sœur inconsciente dans l'ascenseur et remonte à la surface.

## Fiche technique
Sauf indication contraire, les informations mentionnées dans cette section peuvent être confirmées par la base de données cinématographiques IMDb,  présente dans la section « Liens externes ».
- Titre original et français : Doom
- Réalisation : Andrzej Bartkowiak
- Scénario : Dave Callaham et Wesley Strick
- Décors : Stephen Scott
- Costumes : Carlo Poggioli
- Photographie : Tony Pierce-Roberts
- Montage : Derek Brechin, Peter Dansie, Chris Lloyd et Toby Lloyd
- Musique : Clint Mansell
- Production : Lorenzo di Bonaventura  et John Wells

Coproduction : David Minkowski et Matthew Stillman
Production déléguée : John D. Schofield
- Sociétés de production : John Wells Productions et Di Bonaventura Pictures
- Société de distribution : NBC Universal
- Budget : 70 millions de dollars
- Pays d'origine :  États-Unis ;  Allemagne /  République tchèque /  Royaume-Uni
- Langues originales : anglais, japonais
- Format : couleur - 2,35:1 - DTS / Dolby Digital / SDDS - 35 mm
- Genres : Action, horreur, science-fiction
- Durée : 104 minutes ; 113 minutes (Director's cut)
- Dates de sortie :
  - Grèce, Israël : 20 octobre 2005 (avant-première mondiale)
  - États-Unis : 21 octobre 2005
  - Allemagne : 27 octobre 2005
  - République tchèque : 3 novembre 2005
  - Belgique, France, Suisse romande : 16 novembre 2005
  - Royaume-Uni : 2 décembre 2005
- Interdit aux moins de 12 ans lors de sa sortie en salles, mais déconseillé aux moins de 16 ans lors de sa diffusion sur RTL9.

## Distribution
- Karl Urban (VF : Fabrice Josso ; VQ : Jean-François Beaupré) : sergent-chef John « Reaper » Grimm
- Dwayne Johnson (VF : Gilles Morvan ; VQ : Gilbert Lachance) : sergent-artilleur Asher « Sarge » Mahonin
- Rosamund Pike (VF : Laura Blanc ; VQ : Anne Bédard) : Dr Samantha Grimm
- DeObia Oparei (VF : Philippe Dumond ; VQ : Pierre Chagnon) : sergent Roark « Destroyer » Gannon
- Raz Adoti (en) (VF : Lucien Jean-Baptiste ; VQ : Patrice Dubois) : sergent Gregory « Duke » Schofield
- Richard Brake (VF : Jérôme Pauwels ; VQ : Alain Zouvi) : caporal Dean Portman
- Al Weaver (VQ : Paul Sarrasin) : soldat Mark « le Kid » Dantalian
- Dexter Fletcher (VF : Éric Etcheverry ; VQ : François Sasseville) : Marcus « Pinky » Pinzerowski
- Brian Steele (en) : Curtis Stahl / « Hell Knight »
- Ben Daniels (VF : Julien Kramer ; VQ : Louis-Philippe Dandenault) : caporal Eric « Goat » Fantom
- Yao Chin (VF : David Kruger) : soldat première classe Katsuhiko « Mac » Kumanosuke Takahashi
- Robert Russell (VF : Michel Ruhl) : Dr Todd Carmack
- Daniel York :  lieutenant Huengs
- Ian Hughes (VF : Nicolas Marié) : Sandford Crosby
- Sara Houghton : Dr Jenna Willits
- Blanka Jarosova :  Dr Hillary Tallman
- Vladislav Dyntera : Dr Steve Willits
- Petr Hnetkovsky : Dr Olsen
- Jaroslav Psenicka : Dr Thurman
- Marek Motlicek : Dr Clay
- Doug Jones : le monstre

## Production

### Genèse
Certains personnages du film, tels que les Dr Carmack et Dr Willits doivent leurs noms à John Carmack et Tim Willits (en), des membres de l'équipe de développeurs du jeu vidéo Doom, édité par id Software. « Sarge » est également le nom donné au sergent Thomas Kelly qui guide le personnage du joueur dans le jeu Doom 3.[réf. souhaitée]
Dans le film, le personnage de Reaper est considéré comme un équivalent du Doomguy (le personnage principal de Doom), et son refus de tuer des innocents est une référence au fait que, dans le jeu Doom, le Doomguy a refusé de tuer des civils et aurait frappé son supérieur pour avoir donné cet ordre.[réf. souhaitée]
Peu de temps avant la sortie du film, le scénariste s'est excusé en avouant que celui-ci n'aurait pas grand chose à voir avec le jeu original, les personnages étant supposés affronter des démons de l'Enfer et pas des mutants.[réf. souhaitée]

### Choix des interprètes
L'acteur Dwayne Johnson (The Rock) devait incarner au départ le personnage de John Grimm, mais choisit finalement celui de Sarge, le trouvant plus intéressant. Sarge devait être incarné au départ par Vin Diesel, qui refusa.[réf. souhaitée]

### Tournage
Une courte séquence du film qui apparaît vers la fin est entièrement tournée en vue à la première personne (vue « FPS » pour Fist person shooter) avec l'arme du personnage visible au premier plan. C'est un hommage rendu au jeu vidéo adapté Doom.[réf. souhaitée]

### Bande sonore
La musique entraînante de la bande-annonce no 2 du film, incluant les vues à la première personne, existait déjà sur la bande-annonce du film Catwoman.[réf. souhaitée]

## Accueil

### Sortie
Le film sort en avant-première le 20 octobre 2005 en Grèce et en Israël, le lendemain aux États-Unis et le 16 novembre en Belgique, France et Suisse romande.[réf. souhaitée]

### Accueil critique
Sur le site agrégateur de critiques Rotten Tomatoes, Doom obtient un score de 18 % d'avis positifs seulement, sur la base de 138 critiques collectées et une note moyenne de 4,00/10 ; le consensus du site indique : « Les sections FPS [du film] plairont à coup sûr aux fans du jeu vidéo, mais [celui-ci] manque d'intrigue et d'originalité pour plaire aux autres cinéphiles ». Sur Metacritic, le film obtient une note moyenne pondérée de 34 sur 100, sur la base de 28 critiques collectées ; le consensus du site indique « Avis généralement défavorables ».
Dans un entretien de 2009, l'acteur Dwayne Johnson décrit le film comme un exemple de « tentative et d'échec » en vue de faire une bonne adaptation d'un jeu vidéo, estimant que c'était le récit édifiant de ce qu'il ne « fallait pas faire ».

### Box-office
Doom fait un flop : malgré un budget de production estimé à 60 millions de dollars, le film engrange une recette de 28,2 millions de dollars lors de son exploitation en salles en Amérique du nord, plus 27,8 millions à l'étranger, aboutissant à une recette totale de 56 millions de dollars, soit moins que son budget.[réf. souhaitée]

## Distinctions
En 2006, Lors de la 26e cérémonie des Razzie Awards, le film reçoit une nomination pour le Razzie Award du pire acteur (Dwayne Johnson), mais ne remporte finalement pas la récompense.
En 2009, le magazine Time inscrit le film sur sa liste des « 10 pires films de jeux vidéo ».